# 전북대학교치과병원
전북대학교치과병원(全北大學校齒科病院, Chonbuk National University Hospital)은 호남지역에 양질의 치과 의료서비스를 제공하고 교육 · 연구 및 의료봉사활동을 수행하는 전북대학교병원 부속 의료기관이다. 전북특별자치도 전주시 덕진구 건지로 20에 위치하고 있다. 1997년에 개원하였다.

## 진료과
- 구강내과
- 구강악안면방사선과
- 구강악안면외과
- 소아치과
- 치과교정과
- 치과보존과
- 치과보철과
- 치주과
- 장애인구강진료센터